# Campionati del mondo di atletica leggera 2009 - Decathlon
Le 10 prove del decathlon si sono tenute nelle giornate del 19 ed il 20 agosto. Per poter partecipare bisognava aver fatto almeno 8000 punti (Standard A)  o 7730 (standard B). Sono partiti 38 atleti nelle 2 giornate di gara.
Di seguito il dettaglio orario:
| Data       | Orario | Gara                   |
| ---------- | ------ | ---------------------- |
| 19/08/2009 | 10:05  | 100 m                  |
|            | 11:15  | Salto in lungo         |
|            | 13:00  | Lancio del peso        |
|            | 18:05  | Salto in alto          |
|            | 20:45  | 400 m                  |
| 20/08/2009 | 10:05  | 110 m HS               |
|            | 11:10  | Disco                  |
|            | 14:25  | Salto con l'asta       |
|            | 18:05  | Lancio del Giavellotto |
|            | 21:15  | 1500 m                 |
|            | 21:15  | Classifica Finale      |

## Dettaglio risultati

### 100 m piani
| Pos | Serie | Atleta              | Nazione         | Tempo | Punti | Note |
| --- | ----- | ------------------- | --------------- | ----- | ----- | ---- |
| 1   | 3     | Trey Hardee         | Stati Uniti     | 10"45 | 987   | SB   |
| 2   | 3     | Ashton Eaton        | Stati Uniti     | 10"53 | 968   |      |
| 3   | 3     | Yordanis García     | Cuba            | 10"60 | 952   | PB   |
| 4   | 3     | Oleksiy Kasyanov    | Ucraina         | 10"63 | 945   |      |
| 5   | 3     | Yunior Díaz         | Cuba            | 10"66 | 938   | PB   |
| 6   | 3     | Larbi Bouraada      | Algeria         | 10"68 | 933   | PB   |
| 7   | 3     | Andres Raja         | Estonia         | 10"82 | 901   |      |
| 8   | 1     | Aleksey Sysoyev     | Russia          | 10"85 | 894   | SB   |
| 9   | 5     | Willem Coertzen     | Sudafrica       | 10"89 | 885   | PB   |
| 10  | 4     | Ingmar Vos          | Paesi Bassi     | 10"90 | 883   |      |
| 11  | 4     | Pascal Behrenbruch  | Germania        | 10"92 | 878   |      |
| 11  | 4     | Daniel Almgren      | Svezia          | 10"92 | 878   | PB   |
| 13  | 2     | Aleksandr Pogorelov | Russia          | 10"95 | 872   | SB   |
| 14  | 5     | Nicklas Wiberg      | Svezia          | 10"96 | 870   | PB   |
| 15  | 4     | Norman Müller       | Germania        | 11"01 | 858   |      |
| 15  | 5     | Mikk Pahapill       | Estonia         | 11"01 | 858   | PB   |
| 15  | 5     | Jake Arnold         | Stati Uniti     | 11"01 | 858   | PB   |
| 18  | 1     | Dmitriy Karpov      | Kazakistan      | 11"02 | 856   | SB   |
| 19  | 5     | Yevhen Nikitin      | Ucraina         | 11"04 | 852   |      |
| 20  | 4     | Simon Walter        | Svizzera        | 11"05 | 850   |      |
| 20  | 4     | Eelco Sintnicolaas  | Paesi Bassi     | 11"05 | 850   |      |
| 22  | 2     | Moritz Cleve        | Germania        | 11"06 | 847   | PB   |
| 23  | 4     | Mikk-Mihkel Arro    | Estonia         | 11"11 | 836   |      |
| 23  | 5     | Brent Newdick       | Nuova Zelanda   | 11"11 | 836   |      |
| 25  | 1     | Nadir El Fassi      | Francia         | 11"12 | 834   | SB   |
| 26  | 4     | Leonel Suárez       | Cuba            | 11"13 | 832   |      |
| 27  | 5     | Romain Barras       | Francia         | 11"14 | 830   |      |
| 28  | 5     | Attila Szabó        | Ungheria        | 11"15 | 827   |      |
| 29  | 2     | Roman Šebrle        | Repubblica Ceca | 11"16 | 825   |      |
| 29  | 2     | Daisuke Ikeda       | Giappone        | 11"16 | 825   |      |
| 31  | 2     | Andrei Krauchanka   | Bielorussia     | 11"18 | 821   | SB   |
| 31  | 2     | Eugène Martineau    | Paesi Bassi     | 11"18 | 821   |      |
| 33  | 1     | Vasiliy Kharlamov   | Russia          | 11"22 | 812   | PB   |
| 34  | 1     | Atis Vaisjuns       | Lettonia        | 11"27 | 801   | SB   |
| 35  | 2     | Agustín Félix       | Spagna          | 11"32 | 791   |      |
| 36  | 1     | Mateo Sossah        | Francia         | 11"57 | 738   |      |
| 37  | 1     | Roland Schwarzl     | Austria         | 11"69 | 713   |      |
| 38  | 3     | Maurice Smith       | Giamaica        | 29"42 | 0     |      |

### Salto in lungo
| Rank | Group | Athlete             | Nationality     | Result | Points | Notes |
| ---- | ----- | ------------------- | --------------- | ------ | ------ | ----- |
| 1    | A     | Ashton Eaton        | Stati Uniti     | 7.85   | 1022   | PB    |
| 2    | A     | Trey Hardee         | Stati Uniti     | 7.83   | 1017   | PB    |
| 3    | A     | Oleksiy Kasyanov    | Ucraina         | 7.80   | 1010   | PB    |
| 3    | A     | Roman Šebrle        | Repubblica Ceca | 7.80   | 1010   |       |
| 5    | A     | Yunior Díaz         | Cuba            | 7.72   | 990    |       |
| 6    | A     | Andrei Krauchanka   | Bielorussia     | 7.62   | 965    | SB    |
| 7    | B     | Aleksandr Pogorelov | Russia          | 7.49   | 932    | SB    |
| 8    | B     | Brent Newdick       | Nuova Zelanda   | 7.42   | 915    | PB    |
| 9    | A     | Eugène Martineau    | Paesi Bassi     | 7.41   | 913    | PB    |
| 10   | A     | Andres Raja         | Estonia         | 7.38   | 905    |       |
| 10   | A     | Vasiliy Kharlamov   | Russia          | 7.38   | 905    |       |
| 12   | A     | Larbi Bouraada      | Algeria         | 7.35   | 898    |       |
| 12   | A     | Norman Müller       | Germania        | 7.35   | 898    |       |
| 14   | A     | Willem Coertzen     | Sudafrica       | 7.32   | 891    |       |
| 15   | B     | Daniel Almgren      | Svezia          | 7.29   | 883    | SB    |
| 16   | B     | Moritz Cleve        | Germania        | 7.27   | 878    | PB    |
| 17   | B     | Nadir El Fassi      | Francia         | 7.26   | 876    | SB    |
| 18   | A     | Nicklas Wiberg      | Svezia          | 7.25   | 874    |       |
| 19   | A     | Leonel Suárez       | Cuba            | 7.24   | 871    |       |
| 20   | A     | Ingmar Vos          | Paesi Bassi     | 7.21   | 864    |       |
| 20   | B     | Simon Walter        | Svizzera        | 7.21   | 864    | PB    |
| 22   | A     | Agustín Félix       | Spagna          | 7.19   | 859    |       |
| 23   | B     | Eelco Sintnicolaas  | Paesi Bassi     | 7.16   | 852    |       |
| 24   | B     | Attila Szabó        | Ungheria        | 7.09   | 835    | SB    |
| 24   | B     | Daisuke Ikeda       | Giappone        | 7.09   | 835    | PB    |
| 24   | B     | Pascal Behrenbruch  | Germania        | 7.09   | 835    | SB    |
| 27   | A     | Yordanis García     | Cuba            | 7.05   | 826    |       |
| 28   | B     | Romain Barras       | Francia         | 7.04   | 823    |       |
| 28   | B     | Mateo Sossah        | Francia         | 7.04   | 823    |       |
| 30   | A     | Mikk-Mihkel Arro    | Estonia         | 6.94   | 799    |       |
| 30   | B     | Atis Vaisjuns       | Lettonia        | 6.94   | 799    |       |
| 32   | B     | Yevhen Nikitin      | Ucraina         | 6.92   | 795    |       |
| 33   | B     | Aleksey Sysoyev     | Russia          | 6.87   | 783    | SB    |
| 34   | B     | Dmitriy Karpov      | Kazakistan      | 6.86   | 781    |       |
| 35   | B     | Jake Arnold         | Stati Uniti     | 6.73   | 750    |       |
|      | A     | Roland Schwarzl     | Austria         | NM     | 0      |       |
|      | B     | Mikk Pahapill       | Estonia         | NM     | 0      |       |
|      | B     | Maurice Smith       | Giamaica        |        |        | DNS   |

### Getto del peso
| Rank | Group | Athlete             | Nationality     | Result | Points | Notes |
| ---- | ----- | ------------------- | --------------- | ------ | ------ | ----- |
| 1    | B     | Aleksandr Pogorelov | Russia          | 16.65  | 891    | PB    |
| 2    | B     | Aleksey Sysoyev     | Russia          | 16.17  | 862    | PB    |
| 3    | B     | Pascal Behrenbruch  | Germania        | 15.77  | 837    |       |
| 4    | B     | Oleksiy Kasyanov    | Ucraina         | 15.72  | 834    | PB    |
| 5    | A     | Trey Hardee         | Stati Uniti     | 15.33  | 810    | PB    |
| 6    | B     | Dmitriy Karpov      | Kazakistan      | 15.27  | 806    |       |
| 7    | B     | Leonel Suárez       | Cuba            | 15.20  | 802    | PB    |
| 8    | B     | Yordanis García     | Cuba            | 15.15  | 799    |       |
| 9    | A     | Nicklas Wiberg      | Svezia          | 14.99  | 789    | PB    |
| 10   | B     | Roman Šebrle        | Repubblica Ceca | 14.98  | 788    |       |
| 11   | B     | Vasiliy Kharlamov   | Russia          | 14.95  | 787    |       |
| 12   | B     | Norman Müller       | Germania        | 14.93  | 785    |       |
| 13   | B     | Romain Barras       | Francia         | 14.78  | 776    |       |
| 14   | B     | Yevhen Nikitin      | Ucraina         | 14.69  | 771    |       |
| 15   | A     | Andres Raja         | Estonia         | 14.55  | 762    | SB    |
| 16   | B     | Yunior Díaz         | Cuba            | 14.54  | 761    |       |
| 17   | A     | Mikk-Mihkel Arro    | Estonia         | 14.42  | 754    | SB    |
| 18   | B     | Mikk Pahapill       | Estonia         | 14.38  | 752    |       |
| 19   | B     | Brent Newdick       | Nuova Zelanda   | 14.35  | 750    |       |
| 20   | A     | Moritz Cleve        | Germania        | 14.12  | 736    |       |
| 21   | B     | Atis Vaisjuns       | Lettonia        | 14.07  | 733    |       |
| 22   | B     | Jake Arnold         | Stati Uniti     | 13.97  | 727    |       |
| 23   | A     | Andrei Krauchanka   | Bielorussia     | 13.96  | 726    | SB    |
| 24   | B     | Attila Szabó        | Ungheria        | 13.92  | 723    |       |
| 25   | A     | Ingmar Vos          | Paesi Bassi     | 13.78  | 715    |       |
| 26   | A     | Nadir El Fassi      | Francia         | 13.62  | 705    |       |
| 27   | A     | Daisuke Ikeda       | Giappone        | 13.43  | 693    | PB    |
| 28   | A     | Daniel Almgren      | Svezia          | 13.43  | 693    |       |
| 29   | A     | Agustín Félix       | Spagna          | 13.23  | 681    |       |
| 30   | A     | Willem Coertzen     | Sudafrica       | 13.16  | 677    |       |
| 31   | A     | Eelco Sintnicolaas  | Paesi Bassi     | 12.80  | 655    |       |
| 32   | A     | Simon Walter        | Svizzera        | 12.80  | 655    |       |
| 33   | A     | Eugène Martineau    | Paesi Bassi     | 12.66  | 647    |       |
| 34   | A     | Larbi Bouraada      | Algeria         | 12.30  | 625    | PB    |
| 35   | A     | Ashton Eaton        | Stati Uniti     | 12.26  | 622    |       |
| 36   | A     | Mateo Sossah        | Francia         | 11.97  | 605    |       |
|      | A     | Roland Schwarzl     | Austria         |        |        | DNS   |
|      | B     | Maurice Smith       | Giamaica        |        |        | DNS   |

### Salto in alto
| Rank | Group | Athlete             | Nationality     | Result | Points | Notes |
| ---- | ----- | ------------------- | --------------- | ------ | ------ | ----- |
| 1    | B     | Roman Šebrle        | Repubblica Ceca | 2.11   | 906    | SB    |
| 2    | B     | Leonel Suárez       | Cuba            | 2.11   | 906    | SB    |
| 3    | B     | Andrei Krauchanka   | Bielorussia     | 2.11   | 906    | SB    |
| 4    | B     | Yordanis García     | Cuba            | 2.08   | 878    |       |
| 5    | B     | Aleksandr Pogorelov | Russia          | 2.08   | 878    | SB    |
| 6    | B     | Agustín Félix       | Spagna          | 2.08   | 878    | PB    |
| 7    | B     | Mateo Sossah        | Francia         | 2.05   | 850    |       |
| 8    | B     | Dmitriy Karpov      | Kazakistan      | 2.05   | 850    | SB    |
| 9    | B     | Larbi Bouraada      | Algeria         | 2.05   | 850    |       |
| 10   | B     | Nicklas Wiberg      | Svezia          | 2.05   | 850    |       |
| 11   | A     | Oleksiy Kasyanov    | Ucraina         | 2.05   | 850    | PB    |
| 12   | B     | Ingmar Vos          | Paesi Bassi     | 2.02   | 822    |       |
| 13   | B     | Willem Coertzen     | Sudafrica       | 2.02   | 822    |       |
| 14   | B     | Aleksey Sysoyev     | Russia          | 2.02   | 822    |       |
| 15   | A     | Pascal Behrenbruch  | Germania        | 2.02   | 822    | SB    |
| 16   | B     | Ashton Eaton        | Stati Uniti     | 2.02   | 822    |       |
| 17   | A     | Yunior Díaz         | Cuba            | 2.02   | 822    | SB    |
| 18   | B     | Romain Barras       | Francia         | 1.99   | 794    |       |
| 19   | B     | Nadir El Fassi      | Francia         | 1.99   | 794    |       |
| 19   | B     | Norman Müller       | Germania        | 1.99   | 794    |       |
| 21   | A     | Andres Raja         | Estonia         | 1.99   | 794    |       |
| 22   | A     | Atis Vaisjuns       | Lettonia        | 1.99   | 794    | SB    |
| 22   | A     | Eugène Martineau    | Paesi Bassi     | 1.99   | 794    |       |
| 24   | B     | Trey Hardee         | Stati Uniti     | 1.99   | 794    |       |
| 25   | A     | Brent Newdick       | Nuova Zelanda   | 1.99   | 794    | PB    |
| 26   | A     | Daniel Almgren      | Svezia          | 1.99   | 794    | SB    |
| 27   | B     | Jake Arnold         | Stati Uniti     | 1.96   | 767    |       |
| 28   | A     | Vasiliy Kharlamov   | Russia          | 1.93   | 740    |       |
| 29   | A     | Yevhen Nikitin      | Ucraina         | 1.93   | 740    |       |
| 30   | A     | Simon Walter        | Svizzera        | 1.93   | 740    |       |
| 31   | A     | Mikk-Mihkel Arro    | Estonia         | 1.90   | 714    |       |
| 32   | A     | Moritz Cleve        | Germania        | 1.87   | 687    |       |
| 32   | A     | Daisuke Ikeda       | Giappone        | 1.87   | 687    | SB    |
| 34   | A     | Attila Szabó        | Ungheria        | 1.84   | 661    |       |
| 35   | A     | Eelco Sintnicolaas  | Paesi Bassi     | 1.81   | 636    |       |
|      | A     | Roland Schwarzl     | Austria         |        |        | DNS   |
|      | A     | Mikk Pahapill       | Estonia         |        |        | DNS   |
|      | A     | Maurice Smith       | Giamaica        |        |        | DNS   |

### 400 m piani
| Rank | Heat | Athlete             | Nationality     | Time  | Points | Notes |
| ---- | ---- | ------------------- | --------------- | ----- | ------ | ----- |
| 1    | 2    | Yunior Díaz         | Cuba            | 46"15 | 1001   | PB    |
| 2    | 2    | Daniel Almgren      | Svezia          | 47"68 | 925    | PB    |
| 3    | 2    | Ashton Eaton        | Stati Uniti     | 47"75 | 921    |       |
| 4    | 2    | Oleksiy Kasyanov    | Ucraina         | 47"85 | 916    | SB    |
| 5    | 2    | Leonel Suárez       | Cuba            | 48"00 | 909    |       |
| 6    | 4    | Trey Hardee         | Stati Uniti     | 48"13 | 903    | SB    |
| 7    | 3    | Norman Müller       | Germania        | 48"20 | 899    | SB    |
| 8    | 4    | Yordanis García     | Cuba            | 48"34 | 893    | PB    |
| 9    | 2    | Larbi Bouraada      | Algeria         | 48"58 | 881    |       |
| 10   | 4    | Willem Coertzen     | Sudafrica       | 48"63 | 879    | PB    |
| 11   | 3    | Pascal Behrenbruch  | Germania        | 48"72 | 875    | SB    |
| 12   | 4    | Nicklas Wiberg      | Svezia          | 48"73 | 874    |       |
| 13   | 4    | Andrei Krauchanka   | Bielorussia     | 48"77 | 872    | SB    |
| 14   | 3    | Andres Raja         | Estonia         | 49"00 | 861    |       |
| 15   | 3    | Jake Arnold         | Stati Uniti     | 49"07 | 858    | SB    |
| 16   | 4    | Moritz Cleve        | Germania        | 49"17 | 853    |       |
| 17   | 1    | Daisuke Ikeda       | Giappone        | 49"28 | 848    | PB    |
| 18   | 1    | Aleksey Sysoyev     | Russia          | 49"32 | 846    | SB    |
| 19   | 3    | Vasiliy Kharlamov   | Russia          | 49"44 | 841    |       |
| 20   | 5    | Dmitriy Karpov      | Kazakistan      | 49"45 | 840    | SB    |
| 21   | 3    | Yevhen Nikitin      | Ucraina         | 49"50 | 838    |       |
| 22   | 3    | Mateo Sossah        | Francia         | 49"60 | 833    |       |
| 23   | 4    | Romain Barras       | Francia         | 49.66 | 830    |       |
| 24   | 2    | Simon Walter        | Svizzera        | 49"67 | 830    |       |
| 25   | 1    | Attila Szabó        | Ungheria        | 49"79 | 824    | PB    |
| 26   | 1    | Atis Vaisjuns       | Lettonia        | 49"88 | 820    | PB    |
| 27   | 1    | Ingmar Vos          | Paesi Bassi     | 49"99 | 815    | SB    |
| 28   | 1    | Brent Newdick       | Nuova Zelanda   | 50"10 | 810    |       |
| 29   | 5    | Eugène Martineau    | Paesi Bassi     | 50"26 | 803    |       |
| 30   | 5    | Aleksandr Pogorelov | Russia          | 50"27 | 802    | SB    |
| 31   | 1    | Roman Šebrle        | Repubblica Ceca | 50"42 | 795    |       |
| 32   | 5    | Mikk-Mihkel Arro    | Estonia         | 51"28 | 757    |       |
| 33   | 5    | Nadir El Fassi      | Francia         | 51"35 | 753    |       |
| 34   | 5    | Agustín Félix       | Spagna          | 52"41 | 707    |       |
|      | 2    | Eelco Sintnicolaas  | Paesi Bassi     |       |        | DNS   |
|      | 5    | Mikk Pahapill       | Estonia         |       |        | DNS   |

### 110 m ostacoli
| Rank | Heat | Athlete             | Nationality     | Time  | Points | Notes |
| ---- | ---- | ------------------- | --------------- | ----- | ------ | ----- |
| 1    | 2    | Trey Hardee         | Stati Uniti     | 13"86 | 993    | SB    |
| 2    | 2    | Yordanis García     | Cuba            | 14"08 | 964    |       |
| 3    | 3    | Andrei Krauchanka   | Bielorussia     | 14"13 | 958    | SB    |
| 4    | 1    | Aleksandr Pogorelov | Russia          | 14"19 | 950    | SB    |
| 5    | 2    | Andres Raja         | Estonia         | 14"22 | 946    |       |
| 6    | 2    | Pascal Behrenbruch  | Germania        | 14"24 | 944    |       |
| 7    | 3    | Willem Coertzen     | Sudafrica       | 14"26 | 941    | PB    |
| 8    | 3    | Romain Barras       | Francia         | 14"27 | 940    | SB    |
| 9    | 2    | Ashton Eaton        | Stati Uniti     | 14"28 | 939    |       |
| 10   | 2    | Jake Arnold         | Stati Uniti     | 14"40 | 924    |       |
| 11   | 3    | Oleksiy Kasyanov    | Ucraina         | 14"44 | 918    |       |
| 11   | 3    | Roman Šebrle        | Repubblica Ceca | 14"44 | 918    |       |
| 13   | 2    | Leonel Suárez       | Cuba            | 14"45 | 917    |       |
| 14   | 4    | Dmitriy Karpov      | Kazakistan      | 14"46 | 916    | SB    |
| 15   | 5    | Ingmar Vos          | Paesi Bassi     | 14"51 | 910    | PB    |
| 16   | 3    | Moritz Cleve        | Germania        | 14"54 | 906    |       |
| 17   | 1    | Yunior Díaz         | Cuba            | 14"56 | 903    |       |
| 18   | 5    | Larbi Bouraada      | Algeria         | 14"57 | 902    | PB    |
| 19   | 1    | Norman Müller       | Germania        | 14"59 | 900    |       |
| 20   | 4    | Attila Szabó        | Ungheria        | 14"65 | 892    | SB    |
| 21   | 5    | Nicklas Wiberg      | Svezia          | 14"75 | 880    |       |
| 22   | 5    | Agustín Félix       | Spagna          | 14"80 | 874    |       |
| 23   | 3    | Brent Newdick       | Nuova Zelanda   | 14"82 | 871    |       |
| 23   | 5    | Mikk-Mihkel Arro    | Estonia         | 14"82 | 871    |       |
| 25   | 4    | Simon Walter        | Svizzera        | 14"83 | 870    |       |
| 25   | 4    | Mateo Sossah        | Francia         | 14"83 | 870    |       |
| 25   | 5    | Vasiliy Kharlamov   | Russia          | 14"83 | 870    |       |
| 28   | 1    | Yevhen Nikitin      | Ucraina         | 14"87 | 865    |       |
| 29   | 1    | Daisuke Ikeda       | Giappone        | 14"90 | 862    |       |
| 29   | 4    | Nadir El Fassi      | Francia         | 14"90 | 862    | SB    |
| 31   | 1    | Eugène Martineau    | Paesi Bassi     | 14"91 | 860    |       |
| 32   | 4    | Alexey Sysoev       | Russia          | 14"97 | 853    | SB    |
| 33   | 4    | Daniel Almgren      | Svezia          | 15"14 | 833    |       |
| 34   | 4    | Atis Vaisjuns       | Lettonia        | 15"27 | 817    |       |
|      | 1    | Eelco Sintnicolaas  | Paesi Bassi     |       |        | DNS   |
|      | 2    | Mikk Pahapill       | Estonia         |       |        | DNS   |

### Classifica finale
| Pos. | Atleta              | Nazione         | Punti | Note |
| ---- | ------------------- | --------------- | ----- | ---- |
| 1    | Trey Hardee         | Stati Uniti     | 8790  | WL   |
| 2    | Leonel Suárez       | Cuba            | 8640  |      |
| 3    | Oleksiy Kasyanov    | Ucraina         | 8479  | PB   |
| 4    | Aleksey Sysoyev     | Russia          | 8454  | SB   |
| 5    | Pascal Behrenbruch  | Germania        | 8439  | PB   |
| 6    | Nicklas Wiberg      | Svezia          | 8406  | NR   |
| 7    | Yordanis García     | Cuba            | 8387  |      |
| 8    | Yunior Díaz         | Cuba            | 8357  | PB   |
| 9    | Andrei Krauchanka   | Bielorussia     | 8281  |      |
| 10   | Roman Šebrle        | Repubblica Ceca | 8266  |      |
| 11   | Romain Barras       | Francia         | 8204  |      |
| 12   | Larbi Bouraada      | Algeria         | 8171  | AR   |
| 13   | Willem Coertzen     | Sudafrica       | 8146  | NR   |
| 14   | Andres Raja         | Estonia         | 8119  | PB   |
| 15   | Norman Müller       | Germania        | 8096  |      |
| 16   | Vasiliy Kharlamov   | Russia          | 8065  |      |
| 17   | Ashton Eaton        | Stati Uniti     | 8061  |      |
| 18   | Eugène Martineau    | Paesi Bassi     | 8055  |      |
| 19   | Ingmar Vos          | Paesi Bassi     | 8009  | PB   |
| 20   | Dmitriy Karpov      | Kazakistan      | 7952  |      |
| 21   | Nadir El Fassi      | Francia         | 7922  | SB   |
| 22   | Brent Newdick       | Nuova Zelanda   | 7915  | PB   |
| 23   | Jake Arnold         | Stati Uniti     | 7837  |      |
| 24   | Daniel Almgren      | Svezia          | 7803  | PB   |
| 25   | Daisuke Ikeda       | Giappone        | 7788  | PB   |
| 26   | Moritz Cleve        | Germania        | 7777  |      |
| 27   | Yevhen Nikitin      | Ucraina         | 7710  |      |
| 28   | Mateo Sossah        | Francia         | 7682  |      |
| 29   | Simon Walter        | Svizzera        | 7649  |      |
| 30   | Attila Szabó        | Ungheria        | 7610  |      |
| 31   | Agustín Félix       | Spagna          | 7539  |      |
| 32   | Mikk-Mihkel Arro    | Estonia         | 7528  |      |
| 33   | Atis Vaisjuns       | Lettonia        | 7507  |      |
|      | Roland Schwarzl     | Austria         | dnf   |      |
|      | Maurice Smith       | Giamaica        | dnf   |      |
|      | Mikk Pahapill       | Estonia         | dnf   |      |
|      | Eelco Sintnicolaas  | Paesi Bassi     | dnf   |      |
|      | Aleksandr Pogorelov | Russia          | dq    |      |

## Legenda
| DNS | Non Partito       |
| DNF | Ritirato          |
| NM  | Nessuna Misura    |
| WR  | Record del Mondo  |
| AR  | Record di Area    |
| NR  | Record Nazionale  |
| PB  | Record Personale  |
| SB  | Record Stagionale |